# Palæstina Maraton
Palæstina Maraton er et årligt atletikløb i Betlehems gader i de Det palæstinensiske selvstyreområde. Foruden maraton distancen bliver der  konkurreret i distancerne halvmaraton, 10 km og 5 km. Palæstina Maraton blev afholdt  første gang den 21. april 2013 og havde omkring 700 deltagere. Ideen blev udtænkt af de to danske iværksættere Lærke Hein og Signe Fischer under sloganet Right to Movement for at åbne verdens øjne på situationen for palæstinenserne og deres begrænsede bevægelsesfrihed.

## Vindere
| Udgave | År            | Vinder (mænd)                              | Time (h:m:s) | Vinder (kvinder)               | Time (h:m:s) |
| ------ | ------------- | ------------------------------------------ | ------------ | ------------------------------ | ------------ |
| 7th    | 22 March 2019 | Quentin Guillon (FRA)                      | 2:42:41      | Svitlana Stanko-Klymenko (UKR) | 3:15:14      |
| 6th    | 23 March 2018 | Yuriy Blahodir (UKR)                       | 2:45:56      | Anaïs Quemener (FRA)           | 3:15:22      |
| 5th    | 31 March 2017 | Mervin Steenkamp (RSA)                     | 2:51:06      | Katie Desprez (USA)            | 3:15:10      |
| 4th    | 1 April 2016  | Mervin Steenkamp (RSA)                     | 2:35:26      | Alicia Saavedra (SWE)          | 3:30:40      |
| 3rd    | 27 March 2015 | Nader al-Masri (PLE)                       | 2:57:14      | Maibritt Kristoffersen (DEN)   | 3:19:26      |
| 2nd    | 11 April 2014 | Anders Rømer (DEN) Morten Hvidtfeldt (DEN) | 2:51:13      | Paola Addari (ITA)             | 3:30:13      |
| 1st    | 21 April 2013 | Abed El Naser Awajneh (PLE)                | 3:09:47      | Christine Gebler (USA)         | 3:36:37      |